# 元嘉 (漢)
元嘉（げんか）は、後漢の桓帝劉志の治世に行われた3番目の元号。151年 - 153年。元嘉3年は5月に改元されて永興元年となった。

## 出来事
- 元年正月：元嘉元年と改元。

## 西暦・干支との対照表
| 元嘉 | 元年  | 2年   | 3年   |
| 西暦 | 151年 | 152年 | 153年 |
| 干支 | 辛卯  | 壬辰  | 癸巳  |